# Düdingen
Düdingen (toponimo tedesco; in francese Guin) è un comune svizzero di 7 823 abitanti del Canton Friburgo, nel distretto della Sense.

## Geografia fisica
Il territorio di Düdingen comprende una parte del Lago di Schiffenen.

## Storia
Nel 1922 dal suo territorio è stata scorporata la località di Schmitten, divenuta comune autonomo.

## Monumenti e luoghi d'interesse

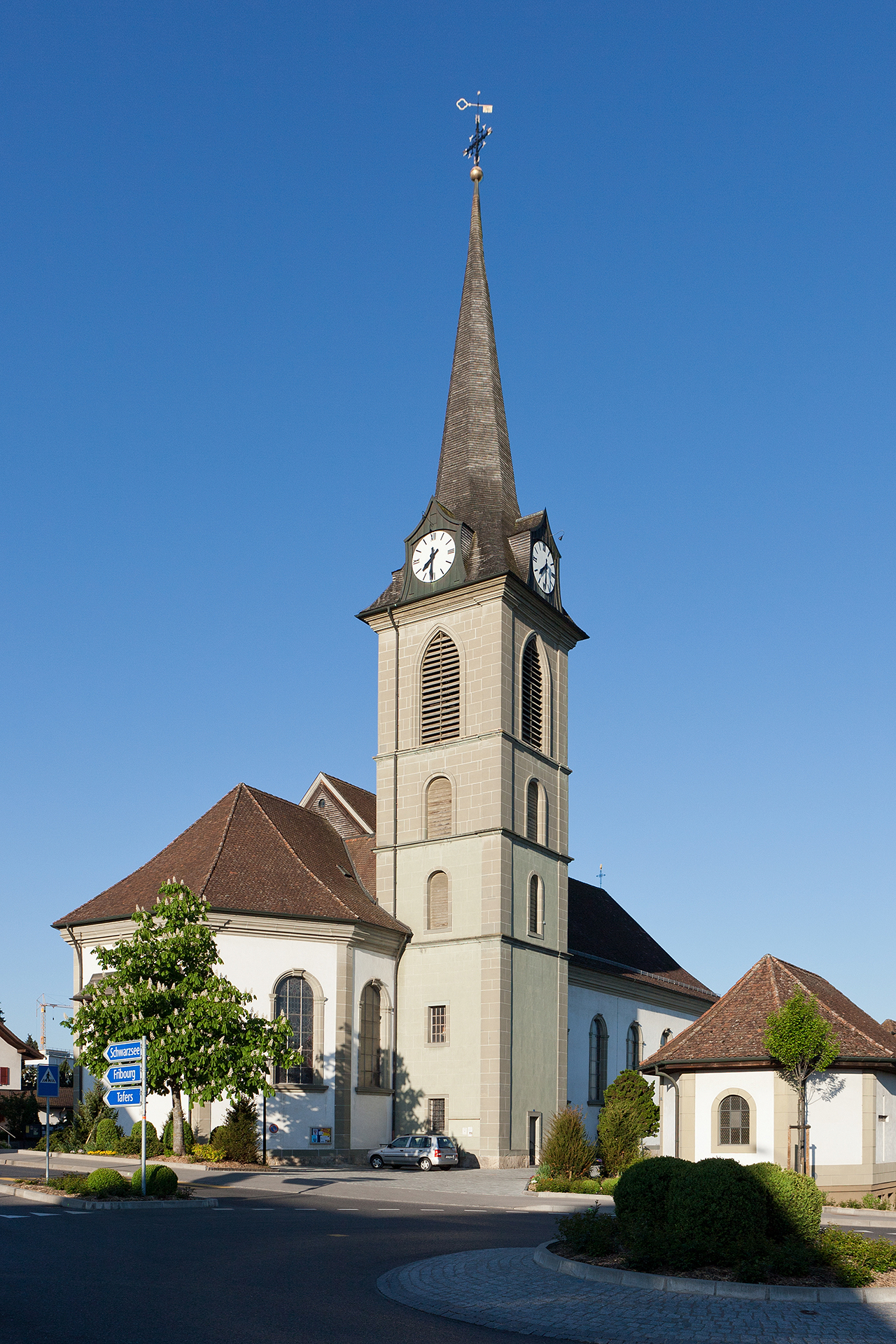
La chiesa cattolica dei Santi Pietro e Paolo

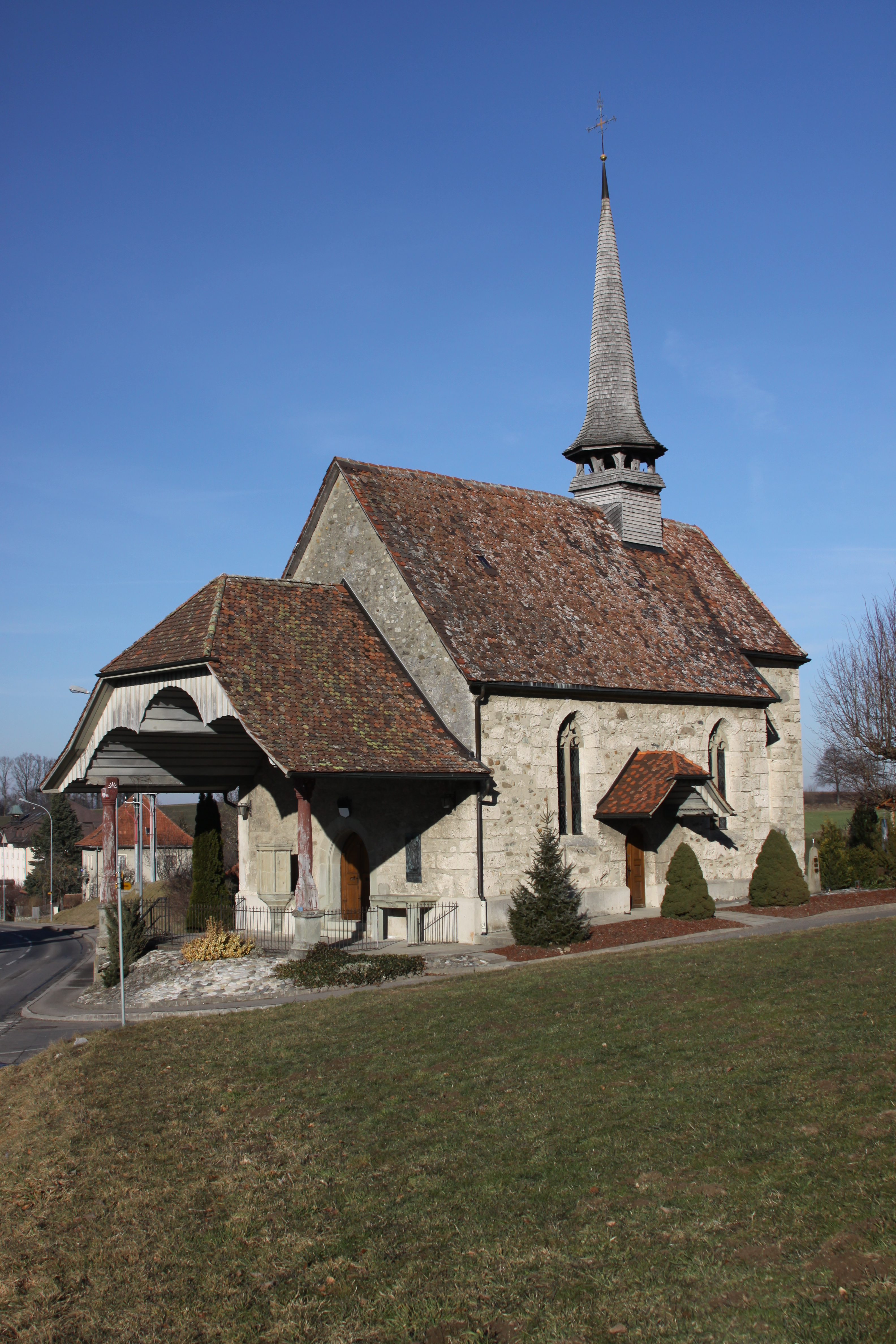
La cappella cattolica di San Volfango

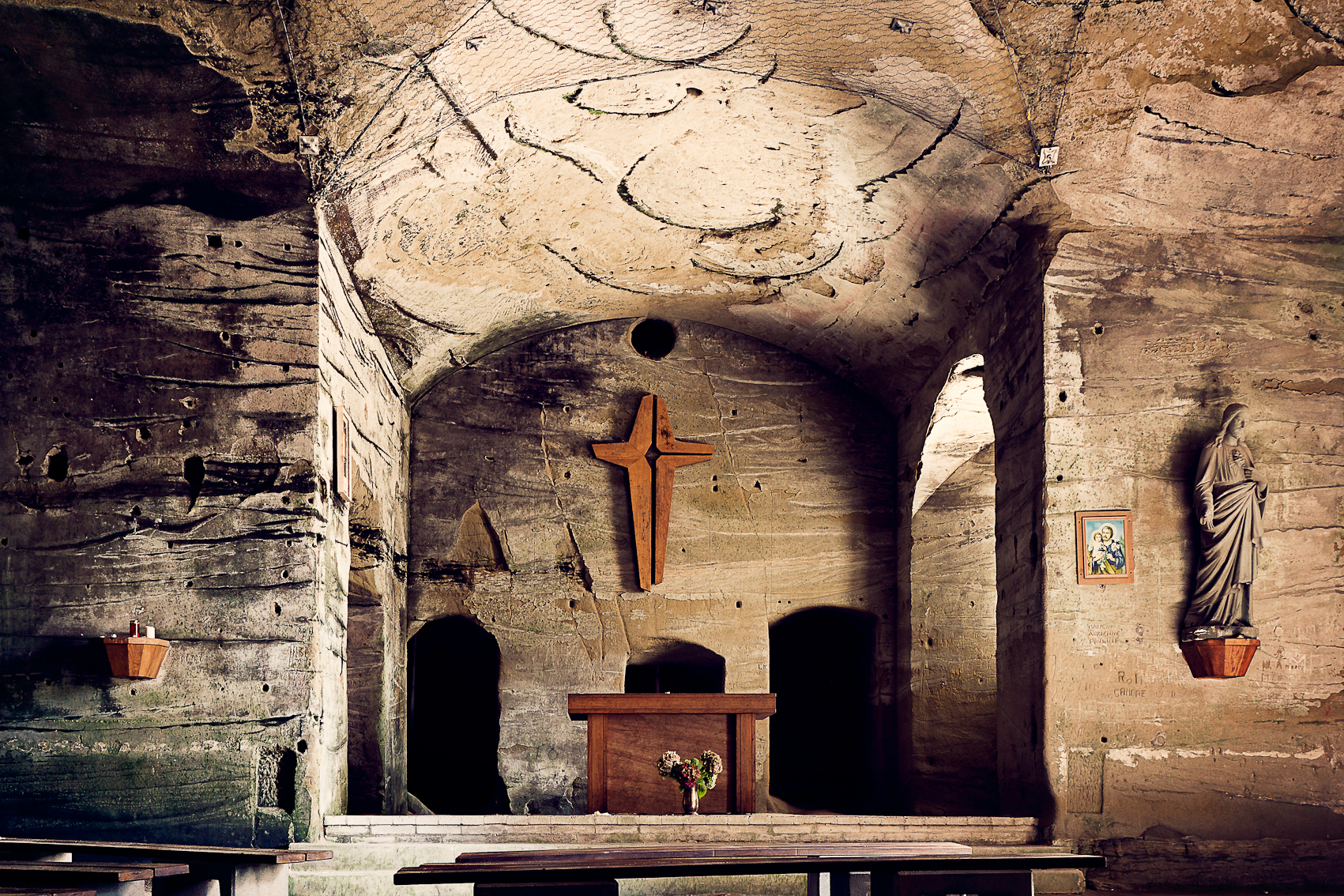
L'eremo di Santa Maddalena

- Chiesa cattolica dei Santi Pietro e Paolo, attestata dal 1228 e ricostruita nel 1834-1837[1];
- Cappella cattolica di San Volfango in località Sankt Wolfgang, eretta nel XV secolo[1];
- Eremo di Santa Maddalena in località Räsch[1].

## Società

### Evoluzione demografica
L'evoluzione demografica è riportata nella seguente tabella:
Abitanti censiti

## Geografia antropica

### Frazioni
Le frazioni di Düdingen sono:
- Angstorf[senza fonte]
- Bad[senza fonte] Bonn
- Balbertswil[senza fonte]
- Balliswil
- Bruch[senza fonte]
- Bundtels[senza fonte]
- Chastels[senza fonte]
- Galmis
- Garmiswil
- Heitiwil
- Jetschwil
- Mariahilf
- Ottisberg
- Räsch
- Sankt Wolfgang
- Schiffenen
- Übewil[senza fonte]

## Infrastrutture e trasporti
Düdingen è servito dall'omonima stazione sulla ferrovia Losanna-Berna.

## Amministrazione
Ogni famiglia originaria del luogo fa parte del comune patriziale che ha la responsabilità della manutenzione di ogni bene comune.